# Get Color
Get Color è il secondo album in studio del gruppo musicale di Los Angeles HEALTH, pubblicato l'8 settembre 2009 dalla Lovepump United. 
L'album è stato accolto molto positivamente dalla critica specializzata, ed è considerato un manifesto del noise rock contemporaneo. Ha debuttato alla posizione numero 15 della Billboard Heatseekers Albums, vendendo 1500 copie nella prima settimana dal rilascio.

## Tracce
Testi e musiche di HEALTH.
1. In Heat – 1:47
2. Die Slow – 3:12
3. Nice Girls – 3:10
4. Death+ – 2:39
5. Before Tigers – 3:26
6. Severin – 4:09
7. Eat Flesh – 4:02
8. We Are Water – 4:15
9. In Violet – 6:14

## Formazione
Gruppo
- Jake Duzsik – chitarra, voce
- Jupiter Keyes - tastiere, chitarra, percussioni, cori
- John Famiglietti – basso, sintetizzatore
- BJ Miller – batteria

Produzione
- Manny Nieto – co-produzione, mixing
- Shane Smith – additional engineering
- Jake Friedman – produttore esecutivo
- Nick Zampiello – mastering
- Rob Gonnella – mastering